# Interstellar
Interstellar ist ein US-amerikanisch-britischer Science-Fiction-Film unter der Regie von Christopher Nolan aus dem Jahr 2014. Der Film spielt in einer dystopischen Zukunft, in der die Menschheit die Erde verlassen muss und ein neues Zuhause auf einem anderen Planeten sucht.
Nolan überarbeitete das Drehbuch seines Bruders Jonathan, das dieser 2007 für die Produzentin Lynda Obst und Paramount Pictures verfasst hatte, und produzierte Interstellar mit Obst und Emma Thomas. Die Finanzierung und Vermarktung übernahmen Paramount Pictures und Warner Bros. gemeinsam. Der spätere Physiknobelpreisträger Kip Thorne wirkte als wissenschaftlicher Berater sowie Executive Producer mit.
Der Film feierte seine Premiere am 26. Oktober 2014 in Los Angeles. Er startete am 5. November 2014 in den Vereinigten Staaten in ausgewählten Kinos und einen Tag darauf in den deutschsprachigen Ländern. Von der Filmkritik wurde Interstellar unterschiedlich aufgenommen, insbesondere wurde die visuelle Umsetzung von wissenschaftlichen Theorien hervorgehoben. Für seine visuellen Effekte wurde Interstellar mit dem Oscar und dem British Academy Film Award ausgezeichnet. An den Kinokassen war der Film mit einem weltweiten Einspielergebnis von 758 Millionen US-Dollar ein Erfolg.

## Handlung
In einer zeitlich nicht definierten Zukunft ist der Fortbestand der Menschheit auf der Erde stark gefährdet. Die industrielle Zivilisation befindet sich im Niedergang, und technische Aktivitäten wie die Raumfahrt werden als schädlich und zu teuer angesehen. Die Menschheit konzentriert sich vorwiegend auf die Produktion von Nahrungsmitteln, was jedoch durch sich ausbreitende Pflanzenkrankheiten (beispielsweise Mehltau) zunehmend erschwert wird. Außerdem leiden die Menschen unter immer schlechteren Umweltbedingungen wie starken Staubstürmen.
Die NASA gibt es offiziell nicht mehr, sie operiert jedoch ohne Wissen der Öffentlichkeit weiter. 48 Jahre zuvor wurde in der Nähe des Saturn ein Wurmloch entdeckt, das in eine andere Galaxie zu einem Planetensystem um ein Schwarzes Loch führt. Zehn Jahre zuvor wurden zwölf Raumschiffe mit je einem Wissenschaftler durch das Wurmloch geschickt, um bewohnbare Planeten zu finden. Aus dem Planetensystem können nur rudimentäre Signale empfangen werden. Einzig die Daten der Wissenschaftler Miller, Mann und Edmunds deuten darauf hin, dass sie geeignete Planeten gefunden haben.
Der verwitwete Ingenieur und ehemalige NASA-Pilot Cooper bewirtschaftet mit seinem Schwiegervater Donald, seinem fünfzehnjährigen Sohn Tom und seiner zehnjährigen Tochter Murphy eine Farm. Murphy glaubt, in ihrem Zimmer Botschaften von einem „Geist“ zu empfangen, indem dieser Bücher aus ihrem Regal stößt. Die unterschiedlich breiten Lücken im Bücherregal werden von ihr als Morsezeichen interpretiert. Eines Tages entdeckt sie nach einem Staubsturm in ihrem Zimmer unerklärliche Spuren im Staub. Durch einen Münzwurf zeigt Cooper, dass eine Schwereanomalie die Spuren hervorruft. In diesen erkennt Cooper binär dargestellte Koordinaten, welche ihn und seine Tochter zu einem geheimen NASA-Standort führen. Dort erfahren sie von Professor Brand, einem hochrangigen Wissenschaftler der NASA, von dessen geheimer Tätigkeit und dass es eine weitere Mission durch das Wurmloch mit dem Raumschiff Endurance geben wird. Brand glaubt, dass der unbekannte Erzeuger der Schwereanomalien Cooper als Kommandanten der Endurance ausgewählt hat. Die neue Mission soll den Signalen von Miller, Mann und Edmunds nachgehen und Gewissheit darüber bringen, ob die entdeckten Planeten tatsächlich für die menschliche Besiedlung geeignet sind.
Professor Brand arbeitet seit Jahrzehnten an einer Theorie, mit der Quantenphysik und Gravitation vereint werden sollen. Damit könnte eine große Zahl von Menschen mithilfe einer Raumstation durch das Wurmloch auf einen neuen Planeten gebracht werden. Dies ist Professor Brands Plan A zur Rettung der Menschheit. Allerdings konnte Brand seine Theorie bislang nicht vollenden. Daher sieht sein Plan B vor, lediglich tiefgefrorene befruchtete Eizellen zu einem neuen Planeten zu bringen und dort eine neue Population von Menschen heranzuziehen. Diese Eizellen werden von der Endurance mitgeführt. Cooper tritt die Mission unter einer Voraussetzung an: Brand soll seine Theorie vollenden, damit Plan A umgesetzt und Coopers Familie gerettet werden kann.
Murphy will nicht, dass ihr Vater sie verlässt, was auch der „Geist“ durch eine erneute Botschaft „Bleib!“ zu bekräftigen scheint. Daher verzichtet sie darauf, sich von ihm zu verabschieden. Cooper wird von der Wissenschaftlerin Amelia Brand begleitet, Professor Brands Tochter, außerdem von den Wissenschaftlern Romilly und Doyle sowie den beiden Robotern TARS und CASE, die über künstliche Intelligenz verfügen.
Der zuerst angesteuerte, von Miller erforschte Planet befindet sich in der Nähe des Schwarzen Lochs Gargantua. Wegen der gravitationsbedingten Zeitdilatation entspricht eine Stunde auf dem Planeten sieben Jahren außerhalb des unmittelbaren Einflussbereichs der Gravitation des Schwarzen Lochs. Während Romilly und TARS im Raumschiff zurückbleiben, landen Cooper, Amelia, Doyle und CASE mit einem Shuttle auf dem Planeten, der kniehoch mit Wasser bedeckt ist. Sie finden lediglich die Trümmer von Millers Raumschiff und kurz darauf wird klar, wodurch es zerstört wurde: Über die Oberfläche des Planeten ziehen stündlich berghohe Wellen. Als Cooper die nächste Welle bemerkt, will Amelia noch einen Datenträger aus Millers Wrack bergen. Dabei wird sie von einem Trümmerteil eingeklemmt und von CASE gerettet. Zwar gelangen beide rechtzeitig zurück ins Shuttle, doch Doyle wird davongespült und das Shuttle beschädigt. Knapp vor der nächsten Welle können sie starten und zur Endurance zurückkehren. Dort sind inzwischen mehr als 23 Jahre vergangen, die Romilly im Kälteschlaf und mit dem Studium des Schwarzen Lochs verbrachte.
Auf der Erde arbeitet die inzwischen erwachsene Murphy seit langem für Professor Brand bei der NASA. Auf dem Sterbebett gesteht er ihr, bereits vor Jahrzehnten erkannt zu haben, dass seine Theorie nicht vollendet werden kann. Dies hielt er geheim, weil er dem Überleben der Menschheit durch Plan B Vorrang einräumte. Lediglich Mann wusste davon. Durch eine Videobotschaft Murphys erfahren Cooper und Amelia von der Täuschung.
Als Nächstes steuert die Endurance Manns Planeten an, der sich als unbewohnbare Eiswüste herausstellt. Mann überlebte im Kälteschlaf und fälschte Daten, um eine weitere Mission anzulocken und gerettet zu werden. Er gesteht Cooper seine Datenfälschung und versucht ihn zu töten, doch Amelia kann ihn in letzter Sekunde retten. Als Romilly derweil auf das Datenarchiv von Manns deaktiviertem Roboter KIPP zugreift, explodiert dieser, da er offenbar von Mann manipuliert wurde. Dadurch wird Romilly getötet und die Basisstation zerstört. Mann flieht mit einem Shuttle zur Endurance, die sich im Orbit um den Planeten befindet. Bei dem Versuch, manuell anzudocken, stirbt Mann infolge einer explosiven Dekompression in einer Verbindungsschleuse. Dadurch wird auch das Raumschiff stark beschädigt. Cooper und Amelia gelingt es dennoch, mit ihrem Shuttle anzudocken und die Endurance wieder unter Kontrolle zu bringen.
Cooper präsentiert Amelia einen Plan, auch noch den von Edmunds entdeckten Planeten anzusteuern. Aufgrund der niedrigen Treibstoffreserven kann dieser nur mittels eines Swing-by-Manövers um Gargantua erreicht werden. Die Einleitung dieses Manövers erfordert auch den Einsatz der Shuttle-Triebwerke, weshalb TARS und Cooper sich an Bord der Shuttles begeben, während Amelia mit CASE die Steuerung der Endurance übernimmt. Um die Gesamtmasse der Endurance zu reduzieren, sieht Coopers Plan vor, das von TARS gesteuerte Shuttle nach Aufbrauchen seines Treibstoffs abzustoßen. Anschließend soll TARS innerhalb des Schwarzen Lochs noch Daten sammeln und zurücksenden, die zur Vollendung von Professor Brands Theorie führen und damit zur Rettung der Menschheit beitragen können. Die ersten Phasen des Manövers verlaufen planmäßig, aber Cooper hat Amelia verschwiegen, dass die Endurance Edmunds Planet nur erreichen kann, wenn sein Shuttle ebenfalls abgestoßen wird. Amelia realisiert dies erst in allerletzter Sekunde und versucht vergeblich, ihn umzustimmen.
Cooper und TARS dringen mit ihren Shuttles in den Ereignishorizont des Schwarzen Lochs ein, werden aber nicht durch die Gezeitenkraft zerrissen. Stattdessen findet sich Cooper in einem riesigen Tesserakt wieder, in dem das Zimmer der jungen Murphy im Farmhaus zu verschiedenen Zeitpunkten vorhanden zu sein scheint. Cooper spekuliert, dass der Tesserakt und das Wurmloch nicht von unbestimmten „Wesen“ geschaffen wurden, sondern von Menschen der Zukunft, die sich zu fünfdimensionalen Wesen weiterentwickelt haben und dadurch in der Lage sind, sich nach Belieben durch die Zeit zu bewegen und die Gravitation zu manipulieren.
Cooper begreift, dass er durch Manipulation der Schwerkraft mit seiner Tochter in der Vergangenheit kommunizieren kann: Murphys „Geist“ ist er selbst. Cooper übermittelt die Botschaften, welche die zehnjährige Murphy empfangen hat, so die Koordinaten der NASA-Zentrale und das „Bleib!“. Dann meldet sich TARS bei Cooper. Er hat im Inneren des Schwarzen Lochs die noch fehlenden Daten gesammelt. Cooper übermittelt diese der erwachsenen Murphy mittels Morsezeichen über den Sekundenzeiger einer Armbanduhr, die er ihr vor seinem Weggang als Andenken geschenkt hatte. Nachdem die Botschaften übermittelt worden sind, verschwindet der Tesserakt. Murphy gelingt die Vollendung der Theorie und damit eine Vereinigung von Relativität und Quantenphysik, wodurch tatsächlich Menschen von der Erde evakuiert werden können. Cooper und TARS stranden in der Nähe des Saturn am Eingang des Wurmlochs.
Cooper kommt in einem Krankenbett zu sich. Er erfährt, dass er sich auf einer riesigen Raumstation befindet und nach Erdzeit 124 Jahre alt ist, obwohl für ihn selbst während seines Raumflugs nur wenig Zeit vergangen ist. Viele Menschen konnten die Erde verlassen und leben nun in solchen komfortablen Raumstationen. Murphy ist inzwischen über 90 Jahre alt. Als Cooper sie besucht, liegt sie auf dem Sterbebett, umgeben von ihren Nachkommen. Sie legt ihm nahe, Amelia „dort draußen“ zu suchen. Cooper nimmt sich daraufhin ohne Erlaubnis ein Raumschiff und fliegt mit dem reaktivierten TARS davon.
Amelia ist zwischenzeitlich mit CASE auf Edmunds Planet angekommen. Sie steht ohne Schutzhelm in einer kargen Landschaft an Edmunds Grab. Im Hintergrund steht eine kleine, funktionierende Station.

## Entstehung

### Regie, Drehbuch und Besetzung

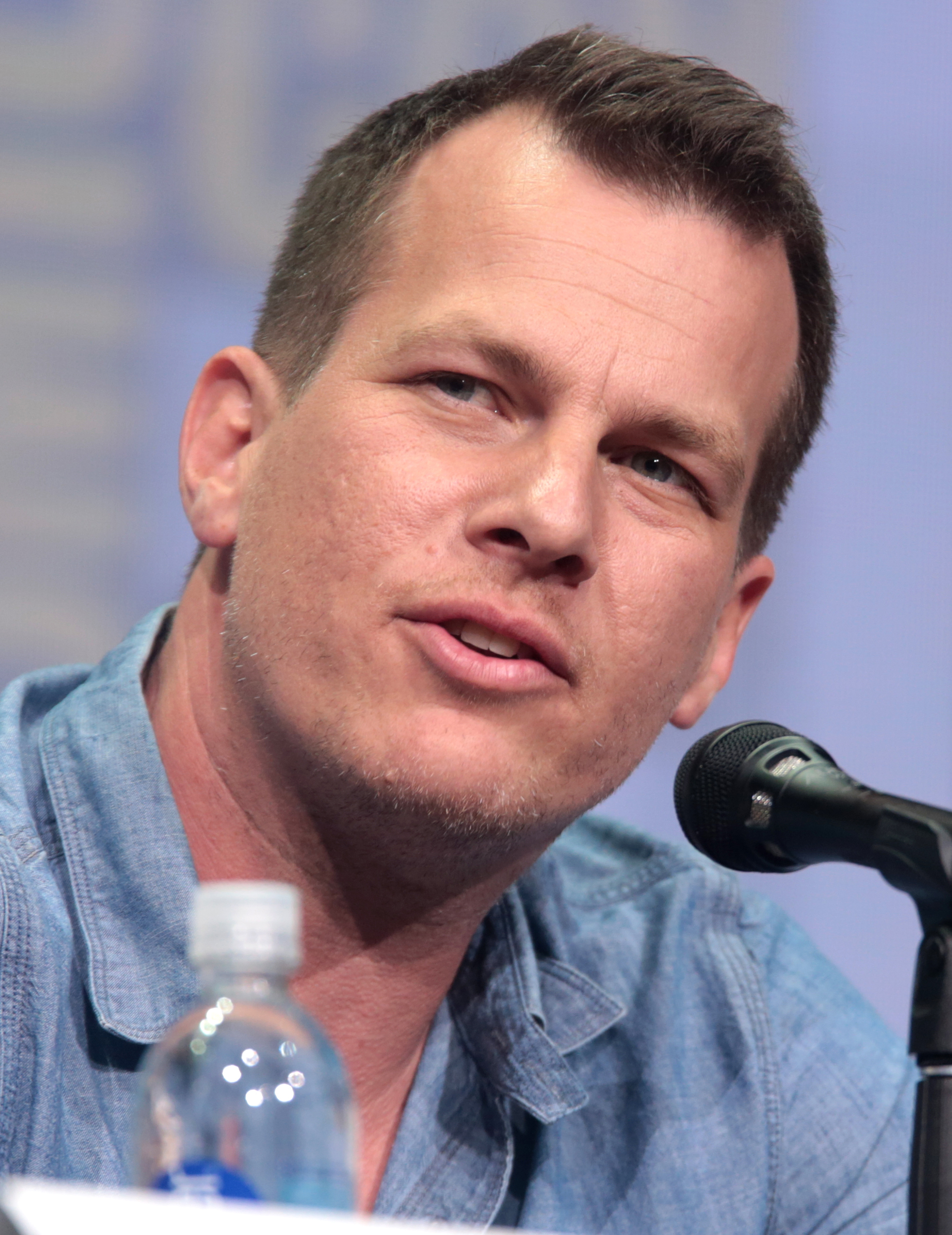
Jonathan Nolan, Drehbuchautor

Die Idee für das Drehbuch zu Interstellar entstand 2006 bei Paramount Pictures, nachdem der Astrophysiker Kip Thorne der Filmproduzentin Lynda Obst ein Konzept für einen Science-Fiction-Film auf der Grundlage seiner eigenen Theorien über „verzerrte Raumzeit“ vorgeschlagen hatte. Thorne und Obst kannten sich seit ihrer Zusammenarbeit 1997 für Robert Zemeckis’ Film Contact. Die Idee wurde von Regisseur Steven Spielberg aufgegriffen, der auch einen Vortrag von Thorne am California Institute of Technology besuchte, in dem dieser über die Möglichkeiten interstellarer Reisen mittels eines Wurmlochs referierte. Spielberg war zu der Zeit jedoch mit der Produktion von Indiana Jones und das Königreich des Kristallschädels beschäftigt, sodass er Interstellar als Projekt für die Zukunft ansah.
Neben Lynda Obst als Produzentin und Thorne als Executive Producer engagierte er Jonathan Nolan als Drehbuchautor. Spielberg wollte Interstellar zunächst selbst inszenieren, 2009 wechselte er jedoch mit DreamWorks von Paramount zu Disney und das Projekt brauchte einen neuen Regisseur. Jonathan Nolan machte sich für seinen Bruder Christopher stark, welcher 2012 diese Rolle offiziell übernahm. Zudem ergänzte Christopher Nolan das Drehbuch um eigene Ideen. Der Fokus wurde mehr auf die Menschheit, welche sich gegen die Natur behaupten muss, gelegt.
Im März 2013 gab Paramount schließlich bekannt, den Film gemeinsam mit Warner Bros. zu produzieren, wobei Paramount den Kinoverleih für den nordamerikanischen Markt und Warner Bros. den Verleih in den internationalen Märkten übernehmen werde. Diese Zusammenarbeit wurde von Branchenmedien als „überraschend“ kommentiert, da die beiden konkurrierenden Verleihe normalerweise nicht bei einem Projekt dieser Größenordnung zusammenarbeiten würden. Weitere Co-Produzenten waren Lynda Obst Productions, Syncopy Films und Legendary Pictures.
Die Hauptrollen wurden mit Matthew McConaughey, Anne Hathaway sowie Jessica Chastain besetzt. Michael Caine, welcher in den letzten fünf Filmen von Nolan stets mitgewirkt hatte, trat für Interstellar erneut vor die Kamera. Das Mitwirken von Matt Damon wurde im Vorfeld geheim gehalten. Regisseur Christopher Nolan wollte nicht Zuschauer mit dem Versprechen eines Top-Schauspielers in den Film locken, dessen Rolle tatsächlich relativ kurz ist. Da man von Damon nach dessen bisherigen Filmen, etwa Good Will Hunting, nicht die Rolle des Gegenspielers der Hauptperson erwartet hätte, verstärkte dies zudem die überraschende Wendung der Handlung.

### Dreharbeiten

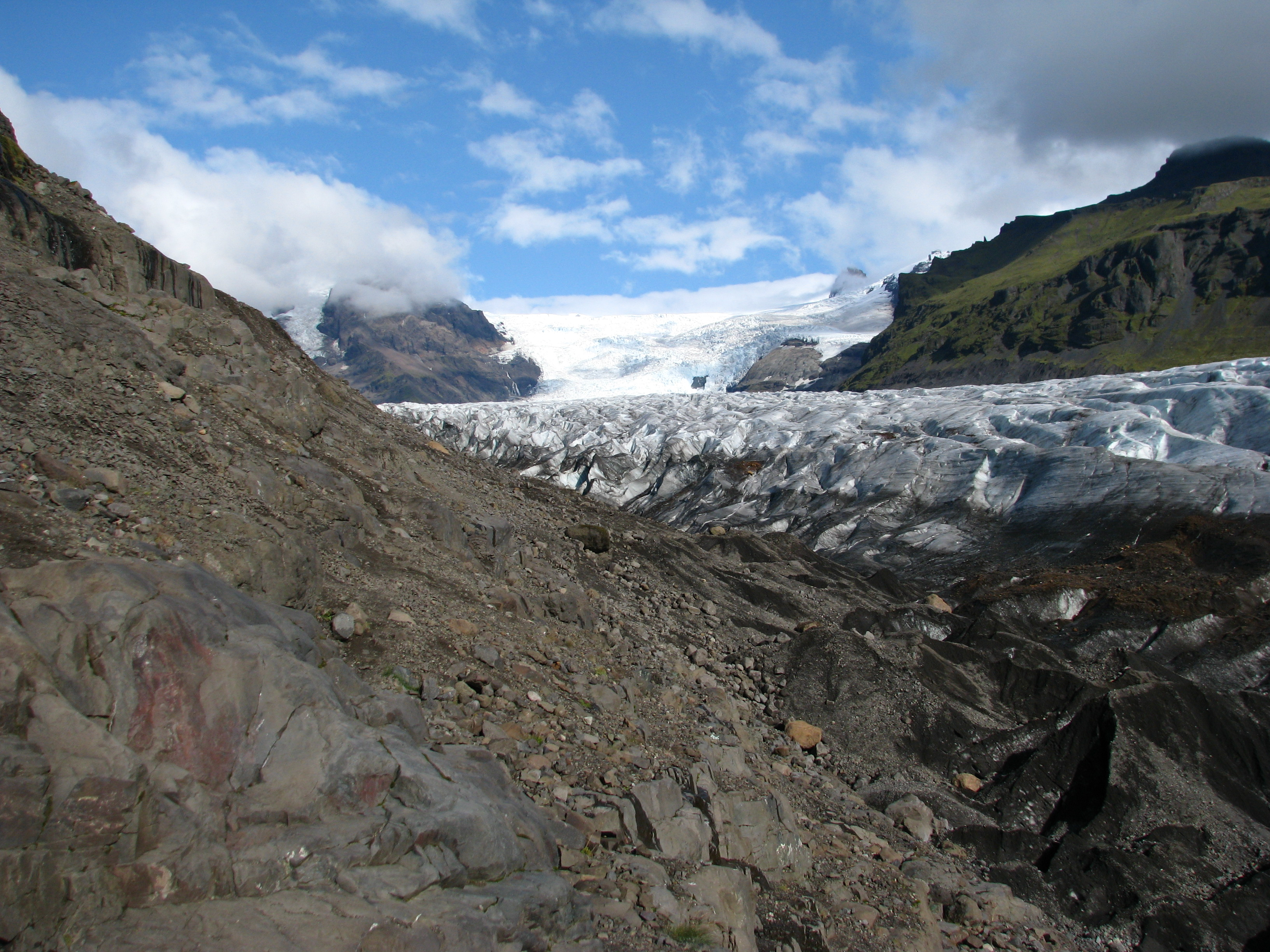
Der Svínafellsjökull-Gletscher repräsentierte Dr. Manns Eisplaneten.

Da Wally Pfister, Nolans Kameramann bei jedem Film seit Memento, mit seinem Regiedebüt für Transcendence beschäftigt war, wurde stattdessen Hoyte van Hoytema engagiert. Für den Dreh wurden 35-mm-Kameras und 70-mm-IMAX-Kameras eingesetzt. Bei den Dreharbeiten zu Interstellar wurden mehr IMAX-Kameras verwendet als bei allen vorherigen Filmen von Christopher Nolan. Eine dieser Kameras wurde an die Spitze eines Learjets befestigt, um Flugaufnahmen im IMAX-Format zu erhalten.
Um die Geschichte anfänglich geheim zu halten, wurde Interstellar zunächst unter dem Arbeitstitel Flora’s Letter gedreht. Flora ist der Name eines von Christopher Nolans Kindern. Die Dreharbeiten begannen am 13. August 2013 in Alberta, Kanada. Dort wurden u. a. die Szenen im Baseballstadion gedreht, wofür über 300 Statisten zum Einsatz kamen. Staubwolken wurden mit großen Ventilatoren nachgeahmt. Zusätzlich wurde in Island, wie etwa am Svínafellsjökull-Gletscher, gedreht. Diese Umgebung nutzte Nolan bereits in seinem Film Batman Begins, hier ist der Gletscher nebenan zu sehen. In Island zog sich Anne Hathaway während Dreharbeiten im Wasser aufgrund eines nicht geschlossenen Trockenanzuges eine Unterkühlung zu.
Abgeschlossen wurden die Dreharbeiten im Dezember 2013 in Los Angeles.

### Nachproduktion
Für die visuellen Effekte war die Firma Double Negative verantwortlich, mit denen Nolan unter anderem bereits in Inception und The Dark Knight zusammenarbeitete. VFX Supervisor war Paul Franklin und VFX Producer Ann Podlozny. Die visuellen Darstellungen des Schwarzen Lochs waren insbesondere für Wissenschaftler interessant. Das Team um Paul Franklin, Oliver James und Eugénie von Tunzelmann entwickelten, gemeinsam mit Kip Thorne, ein spezielles Programm namens Double Negative Gravitational Renderer (DNGR). Mit DNGR war es möglich, Schwarze Löcher und Akkretionsscheiben im Film besonders realitätsnah zu visualisieren. In ihrem Aufsatz Gravitational Lensing by Spinning Black Holes in Astrophysics, and in the Movie Interstellar (englisch für: Gravitationslinseneffekt durch rotierende Schwarze Löcher in der Astrophysik und im Film Interstellar) beschreiben sie den physikalischen Hintergrund des Schwarzen Lochs Gargantua und wie die Szenen für den Film berechnet worden sind.
Wie bei der The-Dark-Knight-Trilogie und Inception komponierte Hans Zimmer die musikalische Untermalung zu Interstellar. Im Juni 2013 hatte er erste Stücke fertiggestellt. Zimmer komponierte den Soundtrack, ohne das Drehbuch gelesen zu haben. Er hatte nur einen von Nolan verfassten Text erhalten, durch den seine Kreativität gesteigert werden sollte. „Die eine Seite, die Chris an diesem Tag für mich schrieb, hatte kaum etwas mit dem Film zu tun. Es war ein sehr persönlicher Text, der eher auf meine eigene Geschichte abzielte. Er weiß, wie er mich berühren kann“, so Zimmer. Nach Angaben von Hans Zimmer aus dem Jahr 2023 war der Interstellar-Soundtrack mit „48 Sessions in drei Studios“ und mehreren Orchestern der Aufwendigste, den er je gemacht hat.
Bei der Tongestaltung von Interstellar entschied sich Christopher Nolan in Absprache mit Sound Designer Richard King, die Dialoge wie einen weiteren Soundeffekt zu behandeln. So werden in manchen Szenen des Films die Dialoge von anderen Geräuschen überlagert, um dem Zuschauer das Gefühl für die Umgebung zu verdeutlichen. Dieses Stilmittel führte bei manchen Kinobesuchern zu Irritationen und sie vermuteten Probleme mit dem Tonsystem.
Die maximale Laufzeit eines analogen IMAX-Films beträgt 167 Minuten. Aufgrund der Laufzeit des Films von 169 Minuten war es daher nötig, für die IMAX-Fassung die restlichen zwei Minuten einzusparen. Hierzu wurde für diese Fassung der Abspann angepasst. Laut Aussage von Paul Franklin wurde jeder mögliche Frame ausgenutzt, wodurch dies der offiziell längste analoge IMAX-Film ist.

Die deutschsprachige Synchronfassung wurde durch die Film- & Fernseh-Synchron erstellt, die Dialogregie übernahm Tobias Meister.
| Figur                     | Darsteller           | Deutscher Sprecher |
| ------------------------- | -------------------- | ------------------ |
| Cooper                    | Matthew McConaughey  | Benjamin Völz      |
| Dr. Amelia Brand          | Anne Hathaway        | Marie Bierstedt    |
| Romilly                   | David Gyasi          | Dennis Schmidt-Foß |
| Doyle                     | Wes Bentley          | Robin Kahnmeyer    |
| Murphy Cooper, 10 Jahre   | Mackenzie Foy        | Léa Mariage        |
| Murphy Cooper, Erwachsene | Jessica Chastain     | Manja Doering      |
| Getty                     | Topher Grace         | Timmo Niesner      |
| Grandpa Donald            | John Lithgow         | Jürgen Kluckert    |
| Tom Cooper, Erwachsener   | Casey Affleck        | Tim Sander         |
| Professor Brand           | Michael Caine        | Jürgen Thormann    |
| Williams                  | William Devane       | Reinhard Kuhnert   |
| Dr. Mann                  | Matt Damon           | Simon Jäger        |
| CASE                      | Josh Stewart, Stimme | Torsten Sense      |
| TARS                      | Bill Irwin, Stimme   | Frank Röth         |

## Vermarktung und Veröffentlichung

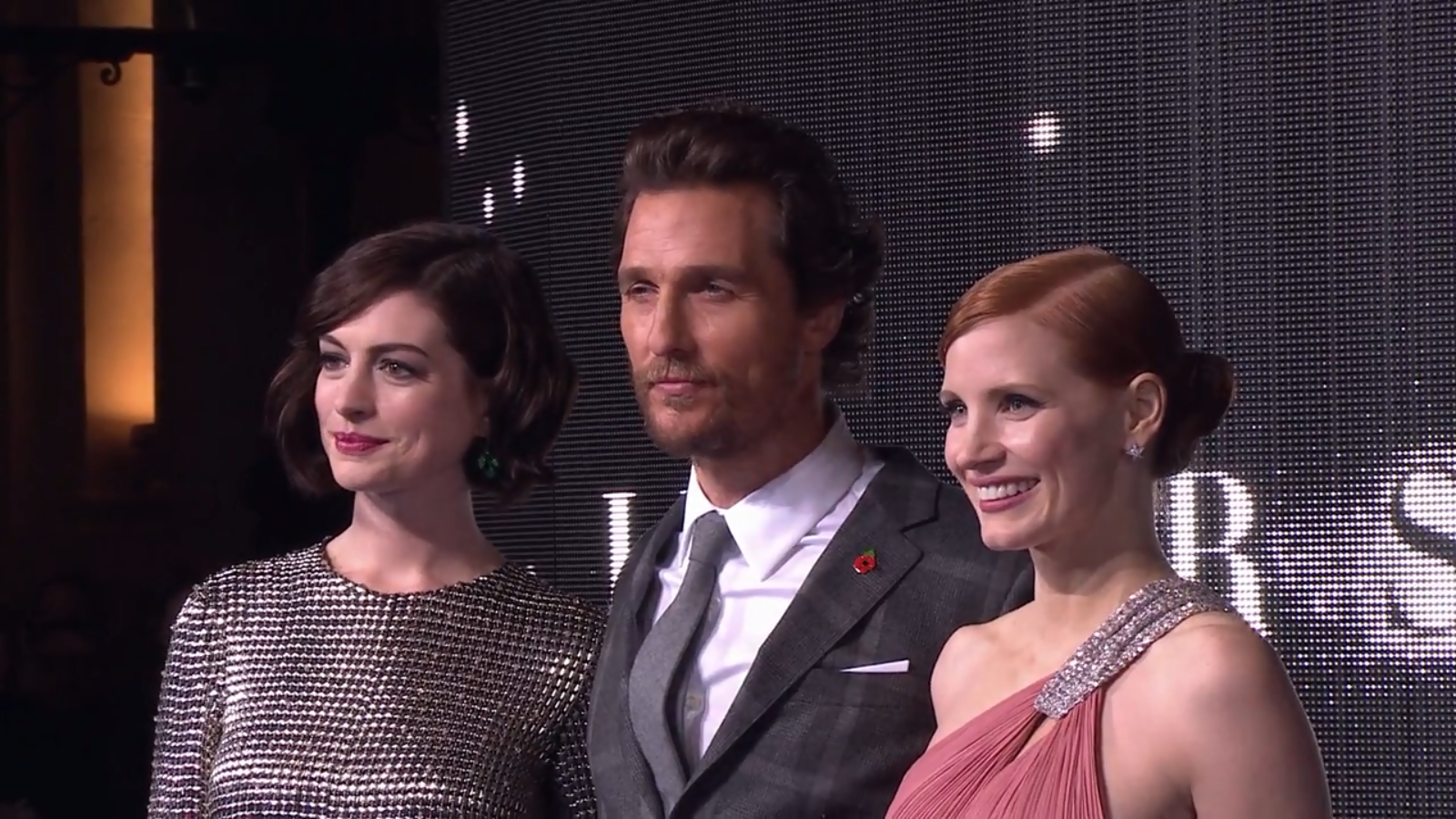
Anne Hathaway, Matthew McConaughey und Jessica Chastain bei der Europapremiere in London

Interstellar wurde im Dezember 2013, knapp ein Jahr vor dem Erscheinen, mit einem kurzen Teaser erstmals beworben. Dieser Zusammenschnitt zeigte nur wenig Material aus dem Film. Stattdessen ist ein Monolog von Matthew McConaughey über den Pioniergeist der Menschheit zu hören. Der Monolog wird von Archivmaterial begleitet, das beispielsweise zeigt, wie Chuck Yeager die Schallmauer durchbricht, Neil Armstrong auf dem Mond landet oder die Raumfähre Atlantis von der Erde startet. Der Teaser wurde bereits von einem Stück der finalen Filmmusik Hans Zimmers begleitet. Bis zum Kinostart folgten drei zusätzliche Trailer und mehrere Werbespots, welche im Internet sowie im Fernsehen zu sehen waren.
Die Weltpremiere von Interstellar fand am 26. Oktober 2014 im TCL Chinese Theatre in Hollywood statt. Drei Tage später wurde die Europapremiere im Odeon Leicester Square in London gefeiert. Einen Tag vor dem regulären weltweiten Start am 6. November wurde der Film in ausgewählten Kinos aufgeführt, die in der Lage waren, analoge Projektionen abspielen zu können.
Bei einem geschätzten Produktionsbudget von 165 Millionen US-Dollar konnte Interstellar zunächst im Jahr 2014 ungefähr 681 Millionen US-Dollar weltweit an den Kinokassen einspielen, davon 188 Millionen in Nordamerika. Der Film wurde 2014 in Deutschland von 1,6 Millionen, in Österreich von 180.000 und in der Schweiz von 230.000 Kinobesuchern gesehen. Das ergab ein Einspielergebnis von 26 Millionen US-Dollar im D-A-CH-Raum.
Die Heimkinoauswertung auf DVD und Blu-ray Disc startete fünf Monate nach Kinostart. Die deutschsprachige Free-TV-Premiere erfolgte am 30. April 2017 auf ProSieben. Eine Ultra-HD-Auswertung startete im Jahr 2018.
Im Zuge der COVID-19-Pandemie wurden im Jahr 2020 die Kinostarts vieler großer Filmproduktionen verschoben. Betroffen war u. a. der Film Tenet von Christopher Nolan, welcher ursprünglich Mitte Juli veröffentlicht werden sollte. Verschiedene Kinobetreiber entschieden sich, verstärkt ältere Produktionen in ihr Programm aufzunehmen, um die Lücken zu schließen. So wurde Interstellar als früheres Werk des Regisseurs in weiten Teilen der Welt im Juli und in China im August 2020 im Kino wiederveröffentlicht. Hierdurch konnte Interstellar noch einmal 24 Millionen US-Dollar einspielen und sein Einspielergebnis auf über 702 Millionen US-Dollar anheben. Durch erneute Wiederaufführungen in den Folgejahren, einschließlich einer Feier des zehnjährigen Jubiläums, konnte Interstellar ein Gesamteinspielergebnis von rund 758 Millionen US-Dollar erreichen.

## Analyse

### Themen und Motive
Christopher und Jonathan Nolan haben in ihrem Film die Ursache für den Niedergang der Erde nicht näher erklärt, jedoch stellten sowohl Journalisten als auch der Schauspieler Michael Caine den Klimawandel als Grund für die Veränderungen der Lebensbedingungen zur Diskussion. Ein Anliegen war es laut Christopher Nolan, neue Begeisterung für die bemannte Raumfahrt zu wecken. Der Zeitraum der Handlung wird im Film nicht benannt, lässt sich jedoch auf die zweite Hälfte des 21. Jahrhunderts eingrenzen.
In Interstellar wird das Gedicht Do not go gentle into that good night von Dylan Thomas (deutsche Übersetzung: „Geh nicht gelassen in die gute Nacht“) mehrmals zitiert. Es dient als ein Leitmotiv, das die Bestrebungen sowohl der Figuren Cooper und dessen Tochter Murphy als auch von Professor Brand und dessen Tochter Dr. Amelia Brand verdeutlicht. Zugleich steht es für den Pioniergeist der Menschheit, sich gegen das scheinbar unvermeidliche Ende des Daseins zu erheben. Dieser Eindruck kann dadurch unterstrichen werden, dass der Schlüssel zur Rettung der Menschheit nicht in der Landwirtschaft, sondern in einem Bücherregal zu finden ist.
Als weiteres Motiv wird im Film von Cooper gesagt, dass die Menschheit zwar auf der Erde geboren wurde, aber es heißt nicht, dass sie auch hier sterben soll. Damit wird auf den russischen Erfinder Konstantin Eduardowitsch Ziolkowski verwiesen, von dem folgendes Zitat stammt:

„Es stimmt, die Erde ist die Wiege der Menschheit, aber der Mensch kann nicht ewig in der Wiege bleiben. Das Sonnensystem wird unser Kindergarten.“

Bina Nir vom Yezreel Valley College in Israel fand zahlreiche biblische Bezüge in der Geschichte des Filmes und stellt mehrere Hauptmotive heraus: Zunächst vergleicht sie den Plan zur Rettung der Menschheit durch die Mitnahme von tiefgefrorenen befruchteten Eizellen an Bord der Endurance mit der Arche Noah. Im späteren Verlauf des Films stellt sich heraus, dass Murphy die auserwählte Person ist, welche die Menschheit retten soll. Als junges Mädchen will sie jedoch ihren Vater davon abhalten, sich überhaupt dieser Mission anzuschließen. Nir zieht den Vergleich mit dem Propheten Jeremia, welcher ebenfalls sehr früh – vor seiner Geburt – auserwählt wurde, als Prophet zu wirken. Sowohl Murphy als auch Jeremia akzeptieren ihre Aufgabe erst im Erwachsenenalter. Zudem triumphiert am Ende die Liebe über Raum und Zeit, ganz nach Paulus von Tarsus in seinem ersten Brief an die Korinther, in dem es heißt „Die Liebe versagt nie.“
Journalisten und Kritiker verglichen Interstellar oft mit 2001: Odyssee im Weltraum von Stanley Kubrick. Christopher Nolan äußerte 2013 während der Produktion des Films, dass, wenn man in einem Science-Fiction-Film die Erde verlässt, man unvermeidlich mit 2001 in Berührung kommt. Jedoch wollte er Kubricks Werk nicht zu nahe kommen. Eine Anlehnung an 2001 ist das Design der Roboter TARS und CASE, welche den Monolithen aus Kubricks Film nachempfunden wurden. Zeitgleich erfüllen die Monolithen und die Roboter ähnliche Aufgaben und helfen den Figuren, ihre derzeitige Situation besser zu verstehen und voranzukommen.

### Wissenschaftliche Aspekte

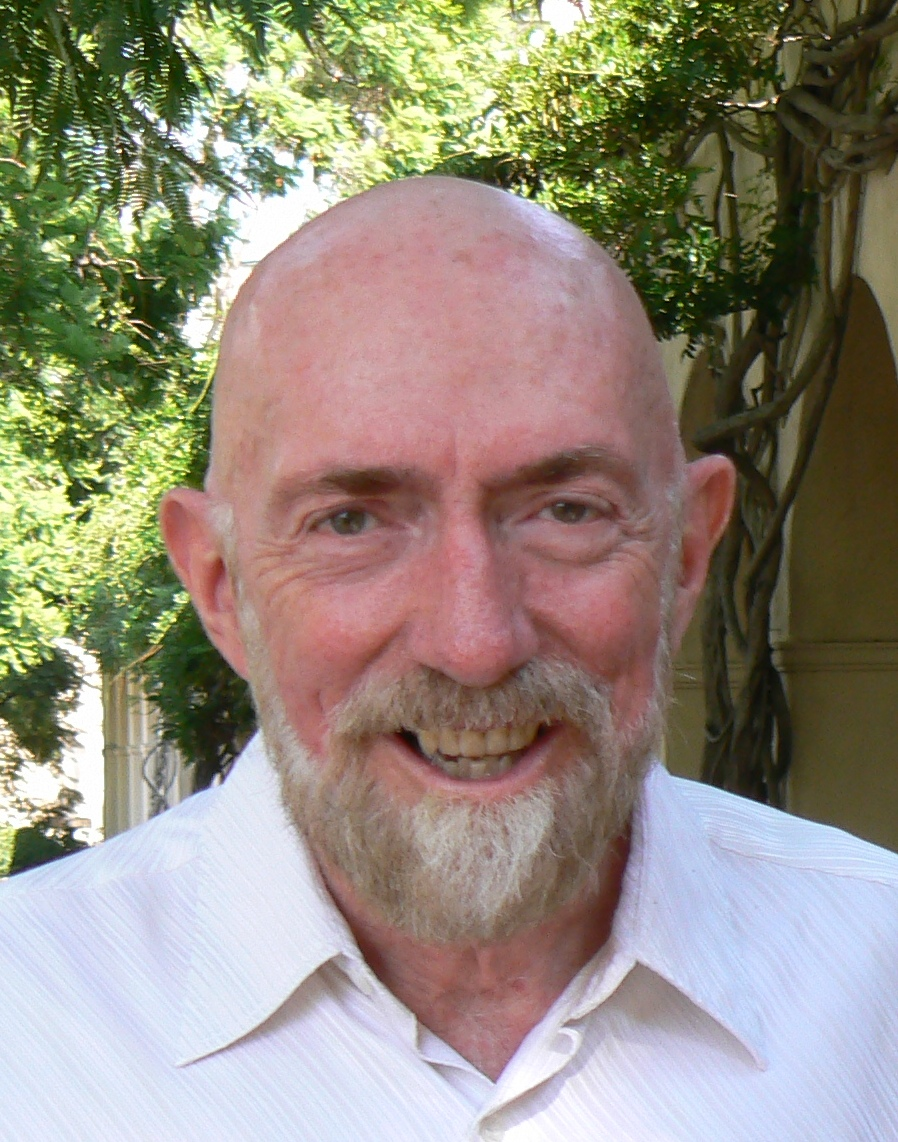
Kip Thorne (2007), Berater und Executive Producer

Die Produktion von Interstellar wurde vom Astrophysiker und späteren Nobelpreisträger Kip Thorne wissenschaftlich begleitet und überwacht. Thorne hat zeitig im Entstehungsprozess zwei Richtlinien festgelegt: Nichts dürfe geltende physikalische Gesetze verletzen, und Spekulationen müssen einen wissenschaftlichen Ursprung haben. Nolan akzeptierte diese Bedingungen, sofern sie der Produktion des Films nicht im Wege standen. Hinsichtlich der filmischen Konzepte von Wurmlöchern und Schwarzen Löchern meinte Thorne, dass er die Gleichungen berechnet habe, die es ermöglichten, dass man die durch ein Wurmloch oder ein Schwarzes Loch wandernden Lichtstrahlen nachverfolgen könne. Die Einsteinringe, welche man sieht, basieren daher auf Einsteins allgemeiner Relativitätstheorie. Weiterhin wird im Film die derzeit einzige physikalische Möglichkeit von Zeitreisen durch Zeitdilatation genutzt. Ein weiteres Beispiel ist, dass im Gegensatz zu manch anderen Science-Fiction-Filmen die nicht vorhandene Schallübertragung im Vakuum korrekt berücksichtigt wird. Bei Explosionen im Weltraum oder dem Zünden von Steuerdüsen sind keine Geräusche zu hören. Ein spezieller Aspekt wurde von Nolan und Thorne zwei Wochen lang diskutiert: Thorne konnte Nolan eine Figur ausreden, die schneller als mit Lichtgeschwindigkeit reisen würde; eine Fortbewegung mit Überlichtgeschwindigkeit ist physikalisch nicht möglich. Interstellar greift mit seiner kreativen Freiheit auf Albert Einsteins Theorie der Gravitationswellen zurück. Diese waren 2014 noch nicht messbar nachgewiesen. Das gelang Wissenschaftlern durch das LIGO erst im September 2015. Kip Thorne wurde später (2017) gemeinsam mit Rainer Weiss und Barry Barish „für entscheidende Beiträge zum LIGO-Detektor und die Beobachtung von Gravitationswellen“ mit dem Nobelpreis für Physik ausgezeichnet.
Von einigen Physikern wird Interstellar als Ergänzung zum Lehrmaterial im Grundkurs zur allgemeinen Relativitätstheorie empfohlen. Zudem sei der Film für Studenten der Physik ein Motivator.
Der Astrobiologe und Senior Scientist am Planetary Science Institute David Grinspoon äußerte sich skeptisch zu den Theorien und unausgesprochenen physikalischen Grundthesen des Films bezüglich des Reisens zu anderen Galaxien. Viele Dinge scheinen in Theorie möglich, bei näherer Betrachtung würde es jedoch nicht aufgehen. So würde seiner Ansicht nach der Eintritt in ein Wurmloch die Objekte zerreißen. Weiterhin kritisierte Grinspoon die Eiswolken bei einem der besuchten Planeten. Durch die Schwerkraft hätten sie zu Boden fallen müssen. Nach Thorne war der Planet mit den Eiswolken eine der Szenen mit den meisten künstlerischen Freiheiten. Zudem bemängelt Grinspoon die düstere Mehltau-Situation auf der Erde zu Anfang des Films. Selbst im Fall eines besonders unersättlichen Mehltaus würde es Millionen von Jahren dauern, bis der Sauerstoffgehalt in der Atmosphäre aufgebraucht sei.

## Rezeption

### Kritiken

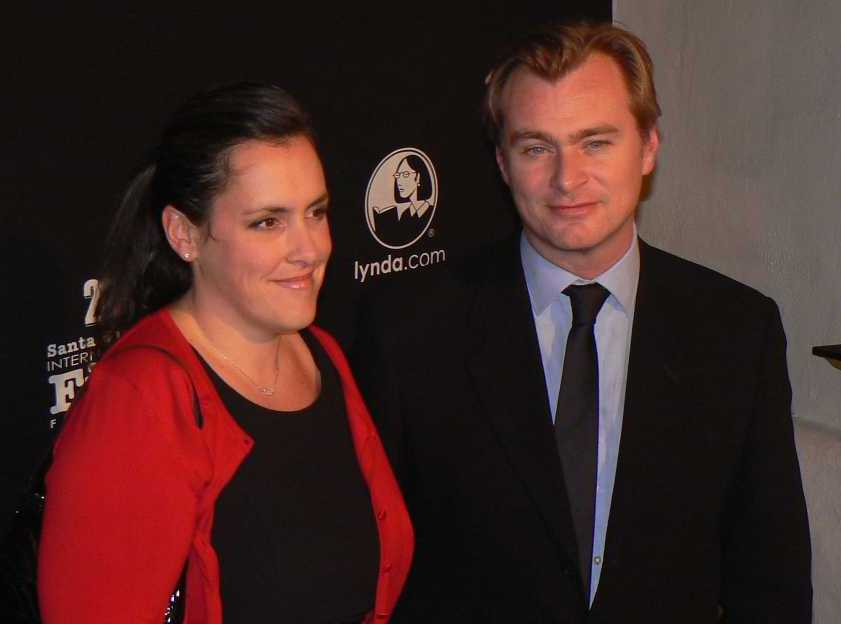
Viele Besprechungen stellten den Beitrag von Regisseur und Co-Autor Christopher Nolan heraus (hier mit Produzentin Emma Thomas).

Interstellar erhielt von der internationalen und nationalen Presse viel Beachtung. Die Meinungen der Kritiker unterschieden sich teilweise stark. Während manche ein Meisterwerk sahen und Vergleiche mit Stanley Kubrick zogen, sahen andere einen zwar visuell sehr guten Film, der sich aber an bekannte Muster halte. Einige äußerten Unmut über das Ende des Films und beanstandeten Logiklöcher.
In der Top-250-Liste der IMDb lag der Film im Juli 2025 mit über 2,4 Millionen Stimmen auf Platz 18 mit einer Durchschnittswertung von 8,7. Rotten Tomatoes weist für den Film 73 Prozent positive Kritiken aus, der Kritikerkonsens dort lautet: „Interstellar repräsentiert mehr vom spannenden, nachdenklich-provozierenden und visuell glänzenden Filmemachen, welches Kinobesucher mittlerweile vom Autor und Regisseur Christopher Nolan erwarten, auch wenn die intellektuelle Tragweite des Films ein wenig seine Fassungskraft überschreitet.“ (“Interstellar represents more of the thrilling, thought-provoking, and visually resplendent filmmaking moviegoers have come to expect from writer-director Christopher Nolan, even if its intellectual reach somewhat exceeds its grasp.”) Die Zuschauerbewertung liegt dagegen bei 86 %. Metacritic verzeichnet auf Basis von 46 Kritiken einen Metascore von 74 von 100 Punkten. Der User-Score liegt bei 8,5 von 10 Punkten.

#### US-amerikanische und britische Kritiken
Scott Foundas schrieb im US-Branchenmagazin Variety, Interstellar hat Nolan als „den besten Geschichtenerzähler seiner Generation auf der großen Leinwand bestätigt.“ Ferner lobte er das Visionäre des Films und setzte ihn in eine Reihe mit Der Zauberer von Oz und 2001: Odyssee im Weltraum.
Todd McCarthy vom Hollywood Reporter sah in Interstellar „Nolans persönliche Antwort auf seinen Lieblingsfilm 2001: Odyssee im Weltraum“. Der Film versucht „intime menschliche Emotionen und Spekulationen über den Kosmos gleichwertig zu wichten“, das gelingt ihm mit „gemischten Ergebnissen.“
Das britische Filmmagazin Empire nahm Interstellar positiv auf. James Dyer empfand den Film als „schlau, verrückt und wunderschön“ und sah in ihm eine Star-Trek-Version von Stephen Hawking. Interstellar sei „eine verblüffende Oper über Raum und Zeit mit Seele, eingerollt in Wissenschaft.“
Kritischer betrachtete Henry Barnes vom Guardian das Werk. So lobte er zwar die „beste Einbettung wissenschaftlicher Theorien in einen Blockbuster“ seit Nolans Inception, kritisierte aber, Nolan habe „bei all seinen Ambitionen“ vergessen, „Spaß an dem Ganzen zu vermitteln“.
Der theoretische Physiker Michio Kaku lobte den Film für seine wissenschaftliche Genauigkeit und fand, Interstellar könne den Goldstandard für die nächste Zeit etablieren. Der früher bei der NASA tätige Software-Techniker Timothy Reyes lobte Nolans und Thornes Berechnung der Schwarzen Löcher und Wurmlöcher sowie die Verwendung der Gravitation.

#### Deutsche Kritiken
In der Frankfurter Allgemeine Zeitung stellte Dietmar Dath den „Höhepunkt im bisherigen Schaffen des Autors und Regisseurs Christopher Nolan“ fest, vergleicht Interstellar mit Werken wie 2001: Odyssee im Weltraum oder Solaris und stellte ihn auf eine Stufe.
Sebastian Handke lobte im Tagesspiegel insbesondere die starken Bilder und die Visualisierung der Relativität von Zeit. Er attestierte Nolan, aus seinen Mitarbeitern Höchstleistungen herausgeholt zu haben, wie etwa bei Hans Zimmer. Jedoch beanstandete Handke, dass man regelmäßig von „kleinlich-steifen Erklär-Dialogen“ eingeholt wird, was man eher in einer alten Star-Trek-Folge erwarten würde. Zudem sei das Finale „ein Sturz aus der fünften Dimension in die Eindimensionalität des modernen Blockbusterkinos.“
In der Süddeutschen Zeitung meinte Tobias Kniebe, dass „der quasi-psychedelische Trip […] einen dann auch wirklich packt und einsaugt mit der Kraft eines gewaltigen schwarzen Lochs.“ Zudem hielt er Nolan zugute, dass er versucht habe, die Einsamkeit im Weltraum zu skizzieren, und „darin unterscheidet sich sein Film von fast allem, was das Weltraumgenre bisher hervorgebracht hat.“ Die „logischen Wurmlöcher, die zum Ende hin auch den Plot von Interstellar durchziehen“, konnte Kniebe verzeihen. Störend sei jedoch „der finale Drang, kein Ende der Geschichte lose zu lassen, auch das letzte Rätsel in einer Weise aufzulösen.“
Gregor Wossilus vom Fernsehmagazin Kino Kino nahm den Film zwiespältig auf. Er sah „ein zumindest visuell ausgesprochen starkes Weltraumabenteuer“ und auch die Actionmomente und Effekte seien packend. Die „hochphilosophischen Ansätze“ seien in ein „typisches Unterhaltungs-Sci-Fi-Szenario“ eingebettet, das klar den Regeln des Genres folge. Das Finale lasse an Logik zu wünschen übrig. Wie auch bei The Dark Knight und Inception empfand Wossilus Interstellar als „Hochglanz-Unterhaltungskino, das tiefgründiger sein will, als es am Ende ist“.
In der deutschen Filmzeitschrift epd Film urteilt Frank Schnelle, dass das Problem von Interstellar „im großen dramaturgischen Bogen“ liegt, „den Nolan und sein Bruder Jonathan diesmal zu sehr überfrachten.“
Die Deutsche Film- und Medienbewertung FBW in Wiesbaden verlieh dem Film das Prädikat wertvoll. In der Begründung heißt es: „In seinem Anspruch nimmt sich der Autor und Regisseur in den Augen der Jury sehr viel vor Die Komplexität des Themas, seine Aufbereitung, die Länge des Films und die teils überraschenden Wendungen stellen sicherlich eine große Herausforderung für den Zuschauer dar.“

### Auszeichnungen

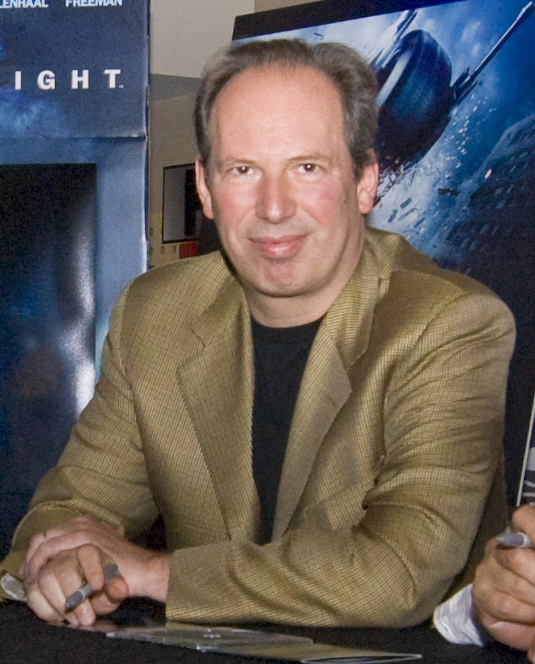
Hans Zimmers Filmmusik erhielt einige Anerkennung.

Interstellar wurden über 40 Auszeichnungen verliehen und über 140 weitere Nominierungen zugesprochen. Einheitlich wurde die visuelle Umsetzung sowie die musikalische Untermalung des Films hervorgehoben. So erhielt Interstellar einen Oscar sowie British Academy Film Award in der erstgenannten Kategorie. Weiterhin wurde Hans Zimmer für seine Komposition für den Oscar, den Golden Globe Award, den British Academy Film Award und den Grammy nominiert.
Die nachfolgende Auflistung stellt eine Auswahl der bekanntesten Preise und Nominierungen dar.
Oscarverleihung 2015
- Auszeichnung in der Kategorie Beste visuelle Effekte für Paul Franklin, Andrew Lockley, Ian Hunter und Scott Fisher
- Nominierung in der Kategorie Beste Filmmusik für Hans Zimmer
- Nominierung in der Kategorie Bestes Szenenbild für Nathan Crowley und Gary Fettis
- Nominierung in der Kategorie Bester Ton für Gary Rizzo, Gregg Landaker und Mark Weingarten
- Nominierung in der Kategorie Bester Tonschnitt für Richard King

Golden Globe Award 2015
- Nominierung in der Kategorie Beste Filmmusik für Hans Zimmer

British Academy Film Awards 2015
- Auszeichnung in der Kategorie Beste visuelle Effekte für Paul Franklin, Scott Fisher und Andrew Lockley
- Nominierung in der Kategorie Beste Filmmusik für Hans Zimmer
- Nominierung in der Kategorie Bestes Szenenbild für Nathan Crowley und Gary Fettis
- Nominierung in der Kategorie Beste Kamera für Hoyte van Hoytema

Saturn Award 2015
- Auszeichnung in der Kategorie Bester Science-Fiction-Film
- Auszeichnung in der Kategorie Bestes Drehbuch für Christopher Nolan und Jonathan Nolan
- Auszeichnung in der Kategorie Beste Musik für Hans Zimmer
- Auszeichnung in der Kategorie Beste Ausstattung
- Auszeichnung in der Kategorie Beste Spezialeffekte
- Auszeichnung in der Kategorie Beste Nachwuchsdarstellerin für Mackenzie Foy
- Nominierung in der Kategorie Beste Regie für Christopher Nolan
- Nominierung in der Kategorie Bester Hauptdarsteller für Matthew McConaughey
- Nominierung in der Kategorie Beste Hauptdarstellerin für Anne Hathaway
- Nominierung in der Kategorie Beste Nebendarstellerin für Jessica Chastain
- Nominierung in der Kategorie Bester Schnitt

Empire Award 2015
- Auszeichnung in der Kategorie Bester Film
- Auszeichnung in der Kategorie Bester Regisseur für Christopher Nolan
- Nominiert in der Kategorie Bester Sci-Fi/Fantasy-Film